# Blues Harp
Blues Harp je japonský hraný film z roku 1998, který režíroval Takashi Miike. Snímek měl světovou premiéru dne 15. července 1998.

## Děj
Kenji je ambiciózní člen jakuzy. Jednoho večera utíká před nepřáteli z konkurenčního gangu. Při tom se spřátelí s Chujim, který pracuje jako barman v nočním klubu. Kenji má plán, jak zabít svého šéfa, stát se jeho nástupcem a urovnat spory s konkurenčním gangem. Netuší však, že Chuji bude proti své vůli zapleten do vražd. 

## Obsazení
| Seiichi Tanabe   | Kenji Shindo     |
| Hiroyuki Ikeuchi | Chuji Yonashiro  |
| Daisuke Iijima   | Yukichi Hanamura |
| Saori Sekino     | Tokiko           |
| Huntley Nicholas | Chujiho otec     |